# Manuel Angelos Filantropenos
Manuel Angelos Filantropenos grec.  Μανουήλ Ἂγγελος Φιλανθρωπηνός – bizantyński władca Tesalii w okresie około 1390 do około 1393 roku. 
Był następcą (synem lub bratem) Aleksego Angelosa Philanthropenosa. Jego panowanie zakończyło się wraz z podbojem Tesalii przez Turków Osmańskich w 1393 roku. Jego córka Anna Philanthropenos była żoną  cesarza Trapezuntu Manuela III Wielkiego Komnena. 